# Fissidens widgrenii
Fissidens widgrenii är en bladmossart som beskrevs av Jean Édouard Gabriel Narcisse Paris 1896. Fissidens widgrenii ingår i släktet fickmossor, och familjen Fissidentaceae. Inga underarter finns listade i Catalogue of Life.